# Lucio Tarquinio Collatino
Lucio Tarquinio Collatino (in latino Lucius Tarquinius Collatinus; fl. 509 a.C.) è stato un politico e militare romano del VI-V secolo a.C., primo a far parte del collegio consolare (assieme a Lucio Giunio Bruto) della Roma repubblicana dopo la cacciata dei Tarquini.

## Biografia
Secondo la tradizione romana era il figlio di Tarquinio Arunte, detto Egerio perché povero, che a sua volta era figlio di Arunte, fratello di Tarquinio Prisco.
Quando la città di Collatia fu presa da Tarquinio Prisco, Egerio fu lasciato a governare il posto con una guarnigione; con lui risiedeva anche il figlio, che di conseguenza ebbe il cognomen di Collatino.
Si sposò con Lucrezia e fu la violenza subita da costei da parte di suo cugino, Sesto Tarquinio, che portò alla cacciata di Tarquinio il Superbo e all'instaurazione della repubblica nel 509 a.C..
Lucio Tarquinio Collatino e Lucio Giunio Bruto furono i primi consoli; ma poiché la gente non poteva sopportare il governo di nessuno della odiata stirpe dei Tarquini, Collatino fu persuaso dal suo collega e dagli altri nobili a dimettersi dal suo ufficio ed a lasciare Roma. Si ritirò con tutte le sue proprietà a Lavinium e Publio Valerio Publicola fu eletto al suo posto.